# UNESCO-Welterbe

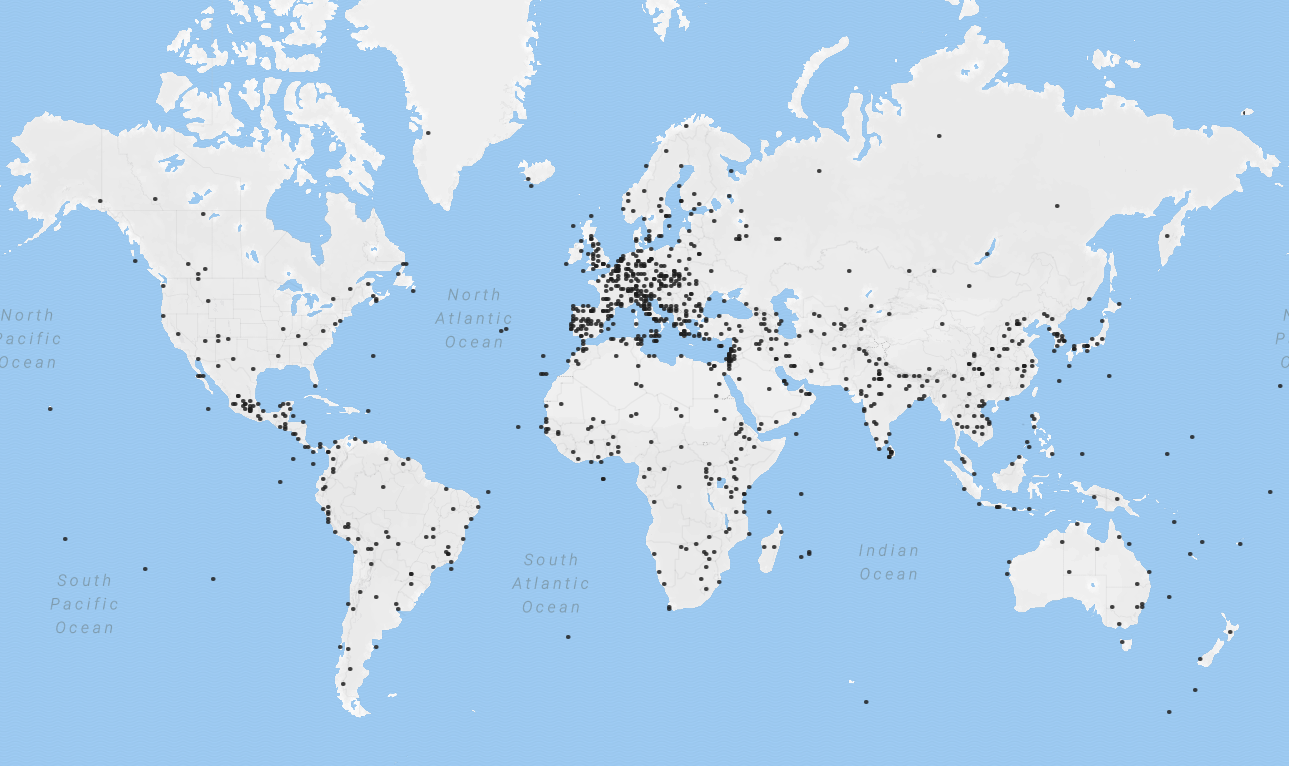
Globale Verteilung der UNESCO-Welterbestätten (Stand März 2018)

Das Welterbe umfasst Denkmäler, Ensembles und Stätten (Weltkulturerbe) sowie Naturgebilde, geologische und physiographische Erscheinungsformen und Naturstätten (Weltnaturerbe) von außergewöhnlichem universellen Wert, deren Erfassung, Schutz und Erhaltung durch die Vertragsstaaten nach der Welterbekonvention von der UNESCO unterstützt werden. Der Begriff Welterbe wird auch synonym für einzelne Welterbestätten verwendet, die dem UNESCO-Welterbe angehören.
Nach den Durchführungsrichtlinien zur Welterbekonvention zählt das Kultur- und Naturerbe zu den unschätzbaren und unersetzlichen Gütern nicht nur jedes Volkes, sondern der ganzen Menschheit. Teile dieses Erbes können wegen ihrer außergewöhnlichen Eigenschaften als von außergewöhnlichem universellem Wert und daher als des besonderen Schutzes gegen die ihnen immer stärker drohenden Gefahren würdig betrachtet werden.
Die schutzwürdigen Güter werden in eine Liste eingetragen, die mit den Neuaufnahmen in das UNESCO-Kultur- und -Naturerbe 1978 eröffnet wurde. Über die Aufnahme in die Welterbeliste entscheidet das Welterbekomitee. Von denjenigen Kultur- und Naturdenkmälern, die auf der Welterbeliste geführt werden, hebt die UNESCO mit der Liste des gefährdeten Welterbes (englisch List of World Heritage in Danger, oft einfach „Rote Liste“ genannt) solche hervor, deren Bestand und Geltung durch ernste und spezifische Gefahren, wie Beschädigung, Zerstörung oder Verschwinden, bedroht sind. Die UNESCO mahnt für diese Stätten außerordentliche Schutzanstrengungen an. Die meisten dieser gefährdeten Stätten befinden sich in Kriegsgebieten oder Entwicklungsländern, aber nur wenige in hoch entwickelten Ländern.
In Deutschland beschließt die Kultusministerkonferenz (KMK), welche Stätten bei der UNESCO zur Aufnahme in die Welterbeliste nominiert werden. Sie veröffentlichte 2017 eine Handreichung zur Umsetzung des UNESCO-Welterbeprogramms mit Empfehlungen und Merkblättern zu Bedeutung und Umgang mit bestehenden und potenziellen Welterbestätten.
Das Welterbe ist Teil des UNESCO-Kultur- und -Naturerbes, zu dem auch noch Biosphärenreservate, globale Geoparks, Unterwasserkulturerbe, Weltdokumentenerbe und immaterielles Kulturerbe gehören.

Deutsche Version des Welterbe-Emblems

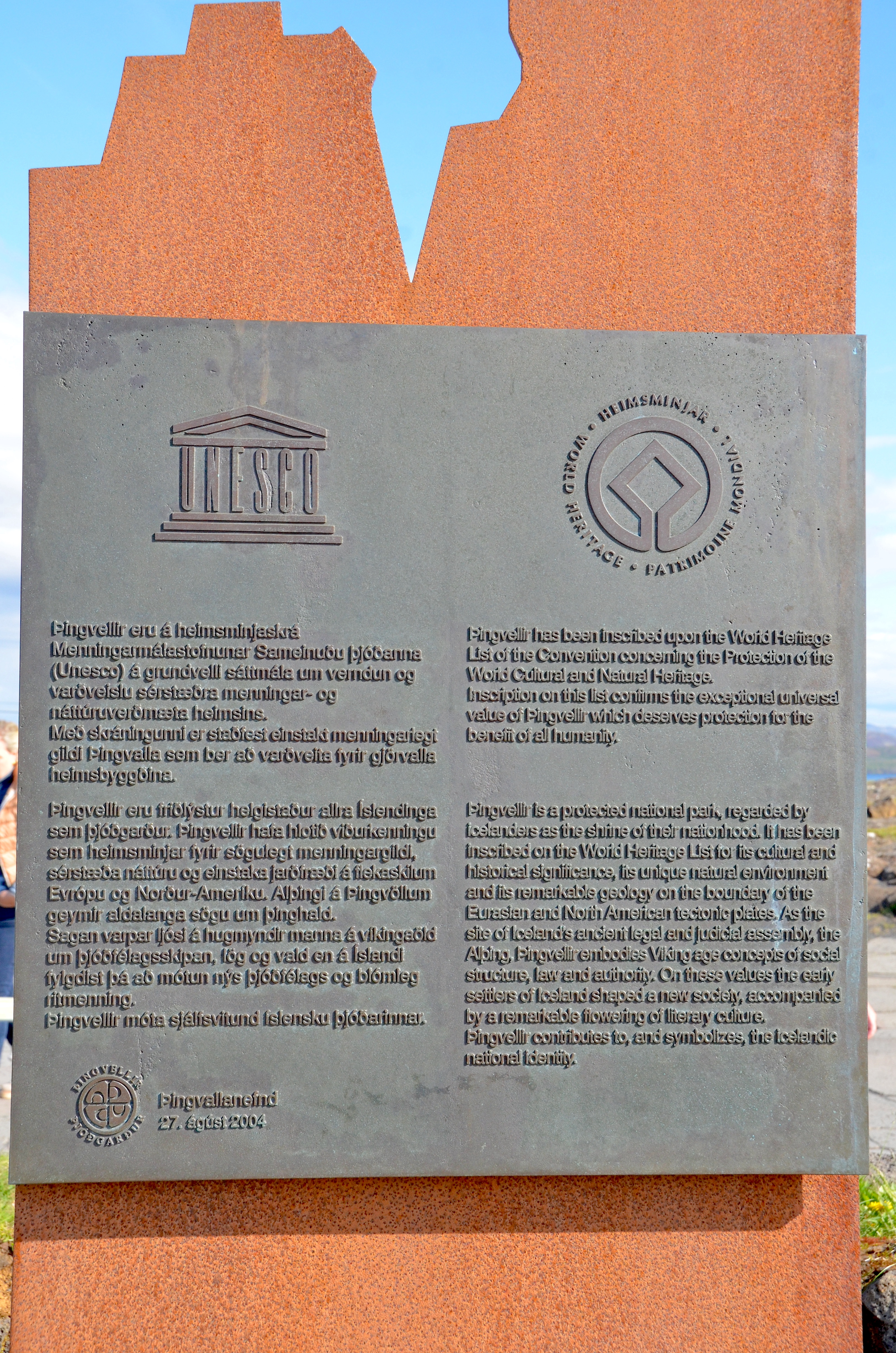
UNESCO-Welterbeplakette im Þingvellir Nationalpark in Island

## Entstehen und Grundlage der Idee

### Rechtliche Basis
Mit dem Übereinkommen zum Schutz von Kulturgut bei bewaffneten Konflikten (Haager Konvention) wurden 1954 erstmals internationale Normen zur Erhaltung des Kulturerbes gesetzt.
Grundlage für den Schutz der nicht nur durch Kriege, sondern auch durch eine Ausbreitung der Zivilisation bedrohten Kulturgüter und Naturstätten ist das in Paris verabschiedete Übereinkommen zum Schutz des Kultur- und Naturerbes der Welt vom 16. November 1972, das 1975 in Kraft trat. In Deutschland wurde es 1977 durch Bundesgesetz ratifiziert. Die beigetretenen Staaten verpflichten sich, das auf ihrem Gebiet befindliche Welterbe selbst zu erfassen, zu schützen und zu erhalten. Gleichzeitig sichern sie sich internationale Zusammenarbeit und gegenseitige Hilfe zu, um diese Aufgaben zu erfüllen.
Beigetreten sind, Stand März 2025, 196 Mitgliedsstaaten der Vereinten Nationen. Zuletzt wurde die Konvention im Jahr 2016 vom Südsudan und von Osttimor, 2020 von Somalia, 2023 von Tuvalu und 2024 von Nauru ratifiziert.

### Begriff
Der Begriff des „kulturellen Erbes“ (héritage) geht auf Henri-Baptiste Grégoire zurück, den Bischof von Blois und französischen Revolutionär, und wurde in der Haager Konvention zum Schutz von Kulturgut bei bewaffneten Konflikten vom 14. Mai 1954 kodifiziert:

“Damage to cultural property, belonging to any people whatsoever, means damage to the cultural heritage of all mankind, since each people makes its contribution to the culture of the world.”

„Jede Schädigung von Kulturgut, gleichgültig welchem Volke es gehört, bedeutet eine Schädigung des kulturellen Erbes der ganzen Menschheit, weil jedes Volk seinen Beitrag zur Kultur der Welt leistet.“

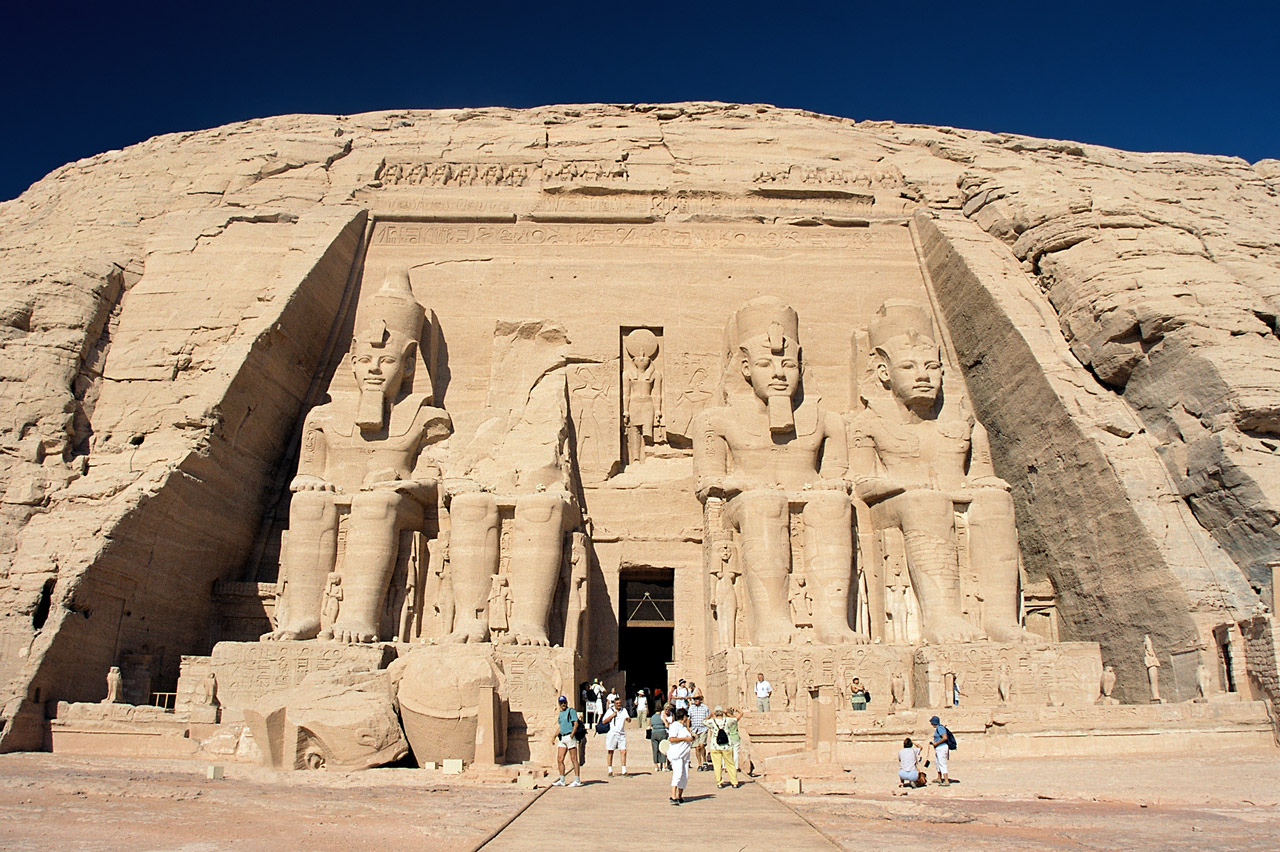
Großer Tempel von Abu Simbel

Den Anstoß zur Schaffung der Welterbekonvention gab der Aufruf der UNESCO vom 8. März 1960, die durch den Bau des Assuan-Staudammes vom Nil bedrohten Denkmale in Nubien für die Nachwelt zu retten. Die Tempel von Abu Simbel und Philae wurden abgetragen und 180 m landeinwärts an einer 64 m höher gelegenen Stelle wieder aufgebaut. Diese Kampagne kostete ca. 80 Millionen US-Dollar. Etwa die Hälfte der Gelder kam aus Spenden von 50 Ländern. Obwohl es sich bei Abu Simbel um eine fassadierte Rekonstruktion handelt, wurde der Denkmalwert dieses Bauwerks ausdrücklich betont.
Weitere Sicherungsmaßnahmen erfolgten zum Beispiel bei den Lagunen von Venedig oder den archäologischen Ruinen in Mohenjo-Daro im heutigen Pakistan. Zusammen mit den internationalen Nichtregierungsorganisationen International Council on Monuments and Sites (ICOMOS) und International Union for Conservation of Nature (IUCN) initiierte die UNESCO im Folgenden die Ausarbeitung der Welterbekonvention. Daneben lebt hier auch die aus der Antike stammende Idee der Weltwunder weiter, die über viele Jahrhunderte eine ähnliche Funktion für den Tourismus erfüllte wie heute das UNESCO-Welterbe.
Bei der Welterbekonferenz in Brasília im Jahr 2010 wurde festgestellt, dass auch ein „dunkler Nachthimmel für die Astronomie“ ein schützenswertes Objekt sei.

## Welterbeverfahren

### Welterbekomitee

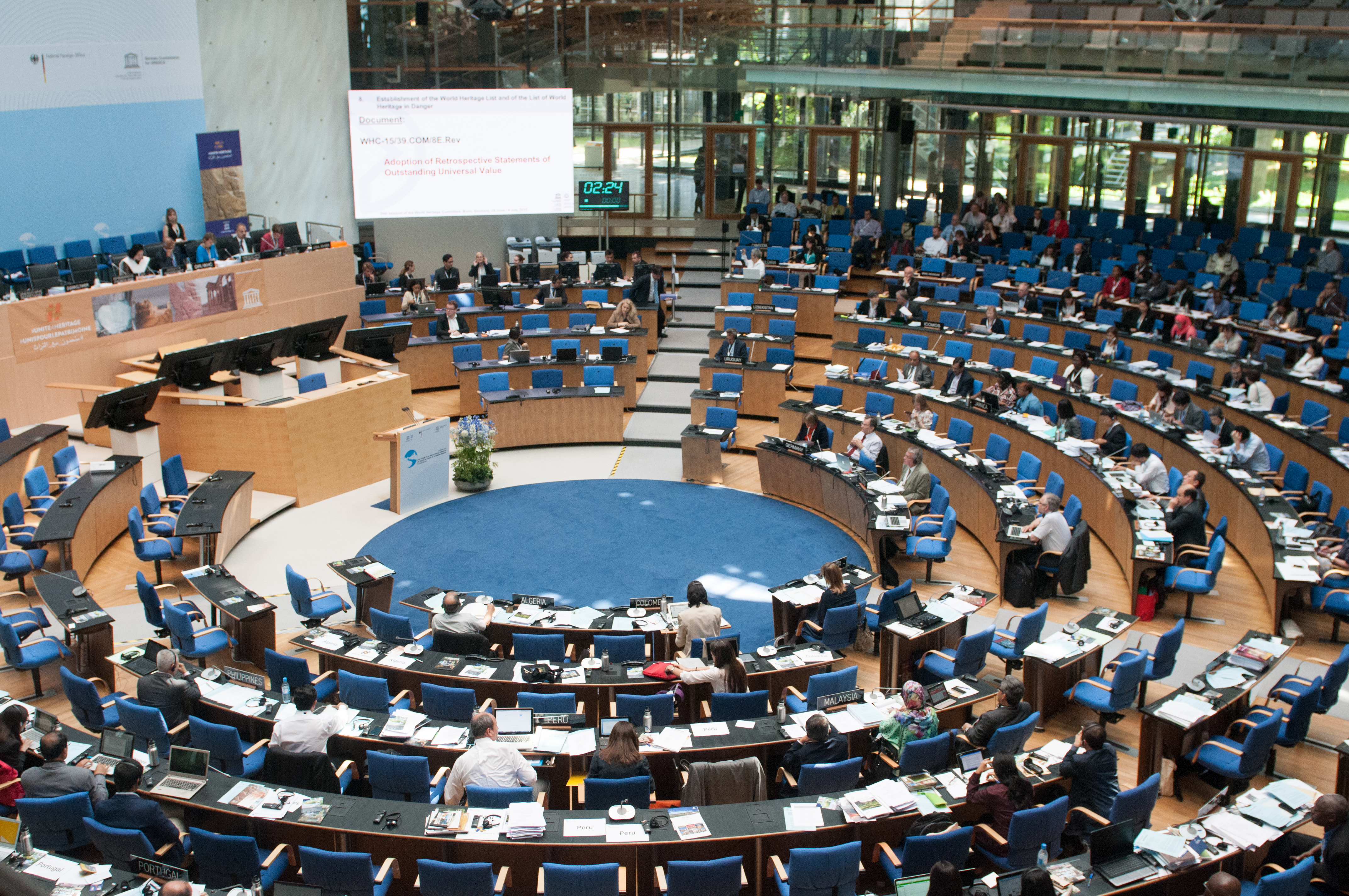
Das Welterbekomitee bei seiner 39. Sitzung 2015 in Bonn

Innerhalb der UNESCO wurde ein zwischenstaatliches Komitee für den Schutz des Kultur- und Naturerbes von außergewöhnlichem universellem Wert mit der Bezeichnung „Komitee für das Erbe der Welt“ (Welterbekomitee) errichtet. Seine 21 Mitglieder werden von der Generalversammlung der Vertragsstaaten für eine bestimmte Amtszeit gewählt.
Das 1992 durch Bernd von Droste zu Hülshoff gegründete und von ihm bis 1999 geleitete Welterbezentrum ist das ständige Sekretariat des Welterbekomitees und organisatorisch in den Kultursektor des UNESCO-Sekretariats in Paris integriert. Es hat die Aufgabe, die vom Welterbekomitee getroffenen Beschlüsse umzusetzen, zu protokollieren, zu dokumentieren und zu publizieren. Es organisiert die Tagungen der Generalversammlung und des Komitees, nimmt die Nominierungsanträge für die Welterbeliste entgegen, koordiniert das Monitoring der Welterbestätten und organisiert die periodische Berichterstattung. Es betreut den Welterbefonds, koordiniert internationale Hilfsprojekte und unterstützt die Vertragsstaaten bei der Umsetzung der Ziele und Programme im Rahmen der Welterbekonvention.
Drei internationale Fachgremien beraten das Welterbekomitee: Im Bereich des Kulturerbes sind dies der Internationale Rat für Denkmalpflege (ICOMOS, International Council on Monuments and Sites) und das Internationale Studienzentrum für die Erhaltung und Restaurierung von Kulturgut (ICCROM, International Centre for the Study of the Preservation and Restoration of Cultural Property), im Bereich des Naturerbes die Internationale Union zur Erhaltung der Natur (IUCN, International Union for Conservation of Nature and Natural Resources). Sie nehmen beratend an den Tagungen des Welterbekomitees teil.
Städte, auf deren Gebiet sich ein Welterbe befindet, haben sich zur Organization of World Heritage Cities zusammengeschlossen, deren Hauptsitz sich in der kanadischen Stadt Québec befindet.

### Unterstützungsmaßnahmen bei Aufnahme in die Liste

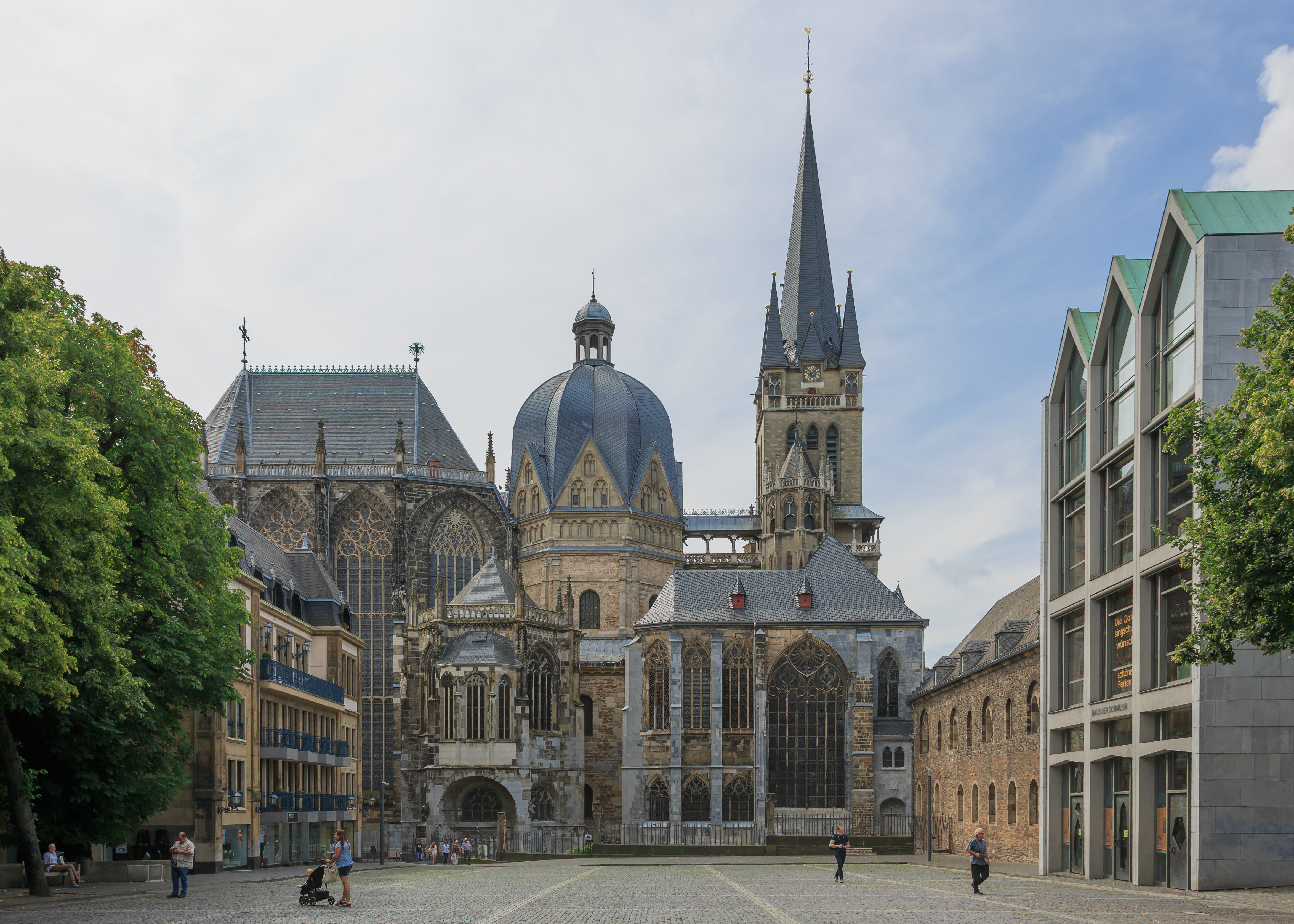
Aachener Dom, Weltkulturerbe seit 1978, erste Welterbestätte in Deutschland

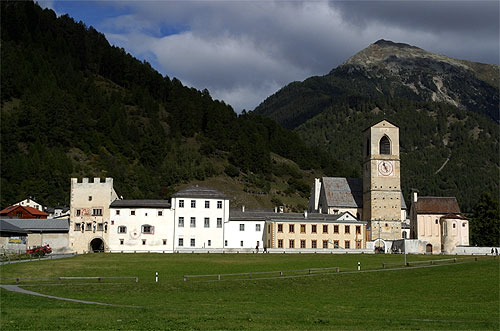
Kloster Müstair, Weltkulturerbe seit 1983, eine der ersten Welterbestätten in der Schweiz

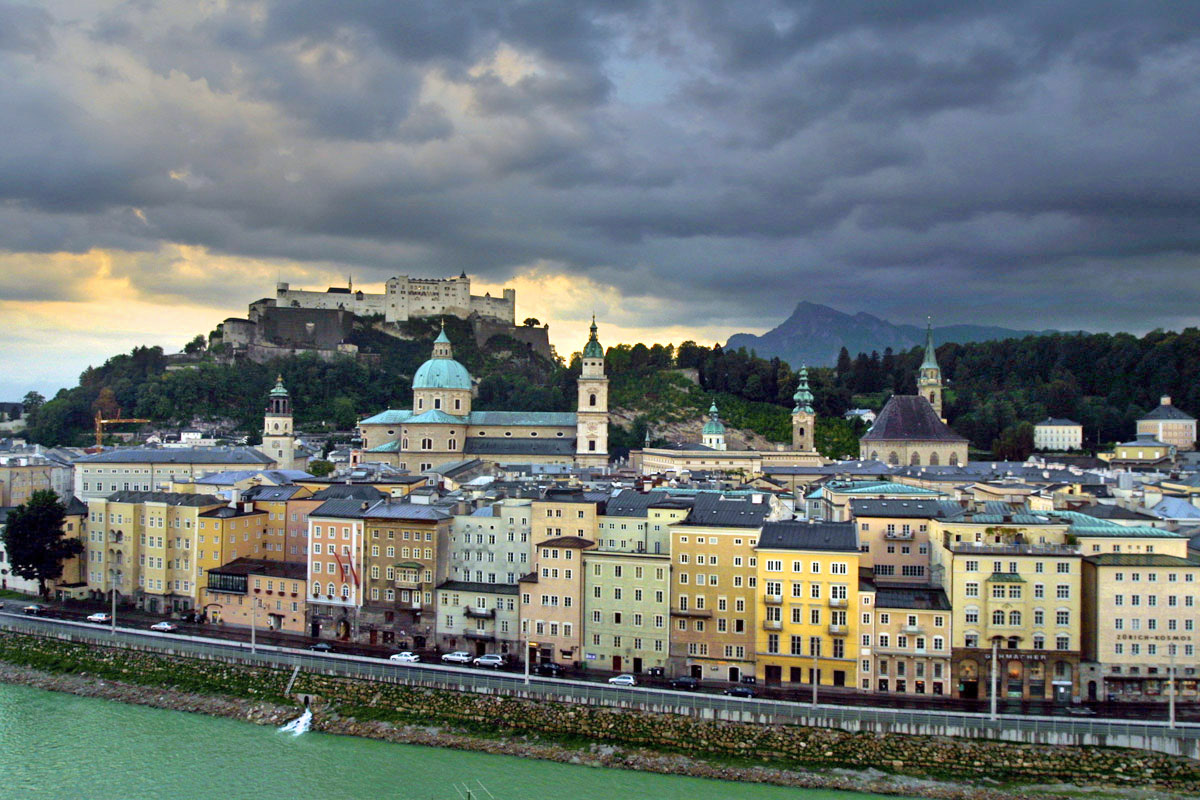
Salzburger Altstadt, Weltkulturerbe seit 1996, eine der ersten Welterbestätten in Österreich

Es ist vorrangig Sache jedes Vertragsstaats, die in seinem Hoheitsgebiet befindlichen potentiellen Kultur- und Naturerbestätten zu erfassen, zu bestimmen, zu schützen und durch finanzielle, künstlerische, wissenschaftliche und technische Maßnahmen zu erhalten. Zugleich haben die Vertragsstaaten anerkannt, dass dieses Erbe ein Welterbe darstellt, zu dessen Schutz die internationale Staatengemeinschaft als Gesamtheit zusammenarbeiten muss.
Jeder Vertragsstaat kann beim Welterbekomitee internationale Unterstützung für in seinem Hoheitsgebiet befindliches Kultur- oder Naturerbe beantragen. Das Komitee entscheidet gemäß Artikel 11 Nr. 2 der Welterbekonvention über die Aufnahme neuer Welterbestätten in die „Liste des Erbes der Welt“ und prüft, ob die bereits gelisteten Stätten den Kriterien der Welterbekonvention noch entsprechen. Es unterstützt die 189 Unterzeichnerstaaten durch fachliche und materielle Hilfe.
Unterstützung kann nach Art. 20, 22 der Welterbekonvention für die in die Liste aufgenommenen Güter in folgender Form gewährt werden:
1. Untersuchungen über die künstlerischen, wissenschaftlichen und technischen Probleme, die der Schutz, die Erhaltung in Bestand und Wertigkeit und die Revitalisierung des Kultur- und Naturerbes aufwerfen;
2. Bereitstellung von Sachverständigen, Technikern und Facharbeitern, um sicherzustellen, dass die genehmigte Arbeit richtig ausgeführt wird;
3. Ausbildung von Personal und Fachkräften aller Ebenen auf dem Gebiet der Erfassung, des Schutzes, der Erhaltung in Bestand und Wertigkeit und der Revitalisierung des Kultur- und Naturerbes;
4. Lieferung von Ausrüstungsgegenständen, die der betreffende Staat nicht besitzt oder nicht erwerben kann;
5. Darlehen mit niedrigem Zinssatz oder zinslose Darlehen, die langfristig zurückgezahlt werden können;
6. in Ausnahmefällen und aus besonderen Gründen Gewährung verlorener Zuschüsse.

Finanzielle Unterstützungsbeiträge werden aus dem „Fonds für das Erbe der Welt“ gewährt, der sich aus Beiträgen der Vertragsstaaten sowie privaten Spenden oder Vermächtnissen und Sammlungen zugunsten des Fonds zusammensetzt. Circa 4 Millionen US-Dollar stehen so jährlich für Erhaltungs- und Soforthilfemaßnahmen der Stätten bereit. Über die Vergabe von Mitteln aus dem Welterbefonds entscheidet das Welterbekomitee. In der Regel wird jedoch nur ein Teil der Kosten für die erforderliche Arbeit durch den Fonds finanziert. Der Eigenanteil des unterstützten Staates muss einen wesentlichen Teil der für jedes Programm oder Vorhaben aufgewendeten Mittel betragen, es sei denn, seine Mittel erlauben dies nicht (Art. 25 Welterbekonvention).

### Aufnahmeverfahren
Das Aufnahmeverfahren in die Welterbeliste beginnt damit, dass ein Vertragsstaat potentielle Welterbestätten auf seiner Tentativliste erfasst und diese beim Welterbekomitee einreicht. Jede Stätte, die Welterbe werden soll, muss zuvor auf der Tentativliste erfasst sein. Von diesen Stätten kann jeder Vertragsstaat pro Jahr eine einzige zur Aufnahme in die Welterbeliste nominieren, wobei das Komitee pro Jahr maximal 35 Anträge berücksichtigt. Überzählige werden nach Möglichkeit im Folgejahr bearbeitet. Von 2006 bis 2018 war es möglich, zwei Vorschläge pro Jahr und Land einzureichen, wobei die Gesamtzahl auf 45 begrenzt war. Zuvor gab es keine Obergrenzen.
Als Teil der Nominierung wird ein umfassendes Dossier erstellt, in dem der Outstanding Universal Value (OUV, „herausragender universeller Wert“), die Authentizität und Integrität einer Stätte sowie deren genaue Abmessungen detailliert dargelegt werden. Zudem ist ein Managementplan zu erstellen, der Schutz- und Erhaltungsmaßnahmen, Finanzierung, Organisation und die nachhaltige Entwicklung einer Stätte darlegt. Sind die Unterlagen vollständig beim Welterbezentrum eingereicht, werden zwei unabhängige Gutachten der zuständigen Fachgremien eingeholt: eines von ICCROM sowie eines von ICOMOS für kulturelle oder von IUCN für natürliche Stätten. Auf Basis des Dossiers und der Gutachten berät und entscheidet dann das Welterbekomitee auf seiner einmal jährlich stattfindenden Tagung über die Aufnahmeanträge. Das Komitee kann Vorschläge annehmen, ablehnen oder vertagen, bis die nominierenden Staaten weitere Informationen vorgelegt haben. Ist ein Antrag erfolgreich, beschließt das Komitee eine zusammenfassende Erklärung über die Kriterien für die Einschreibung, die Authentizität und Integrität einer Stätte sowie den OUV.
Das Komitee berät bei seinen Sitzungen zudem über den Erhaltungszustand bereits aufgenommener Welterbestätten. Zur fachlichen Beratung werden auch hier Gutachten von ICOMOS, IUCN und ICCROM herangezogen. Ist eine Welterbestätte bedroht oder derart gefährdet, dass sie den Kriterien, wegen derer sie eingeschrieben wurde, nicht mehr entspricht, kann sie auf die Liste des gefährdeten Welterbes („Rote Liste“) gesetzt werden oder ihren Welterbestatus aberkannt bekommen. Die Vertragsstaaten sind dazu verpflichtet, das Komitee über geplante Veränderungen und den Erhaltungszustand eines Welterbes zu informieren.

### Kriterien der Unterschutzstellung

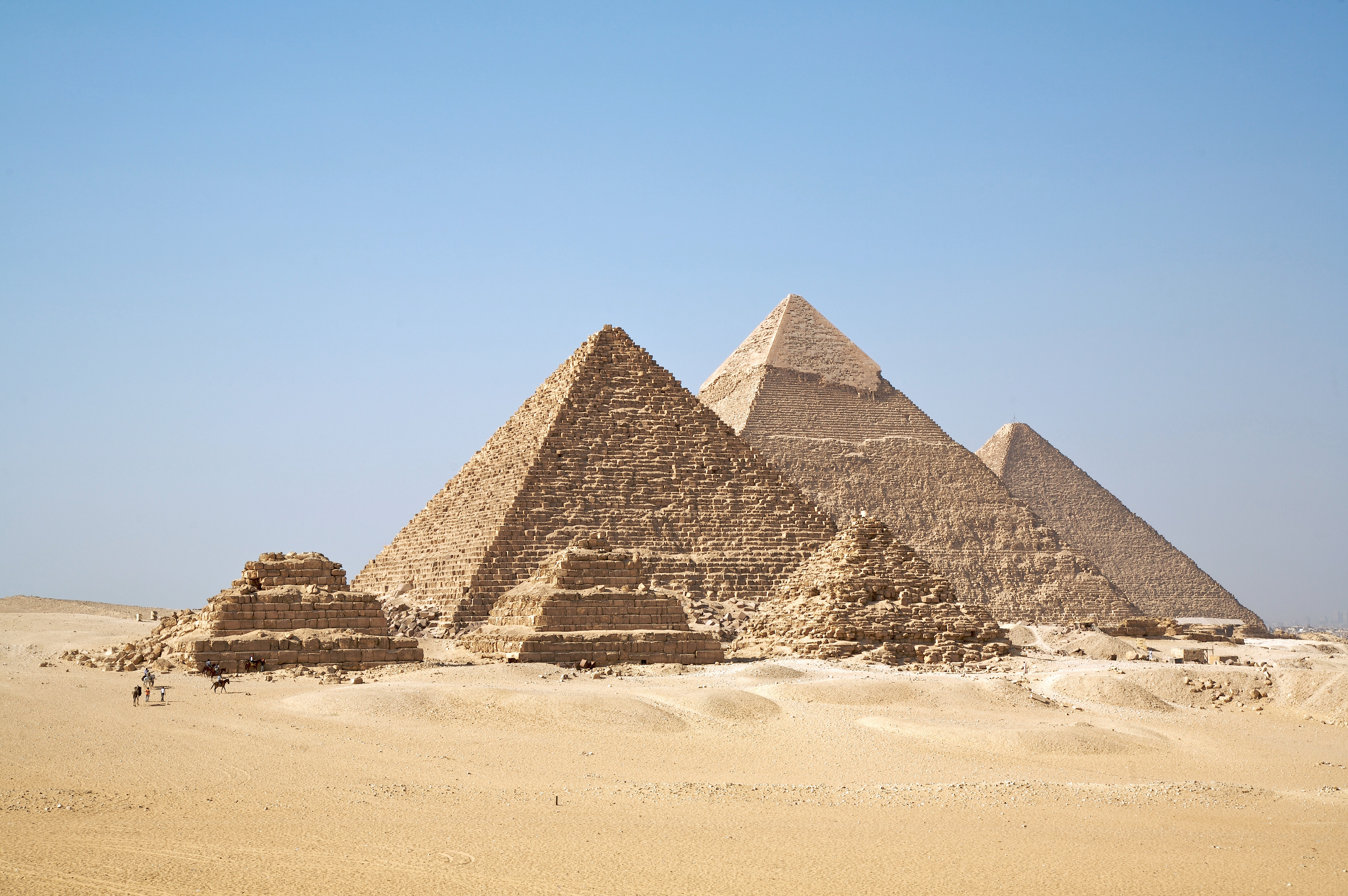
Pyramiden von Gizeh, Kulturerbestätte

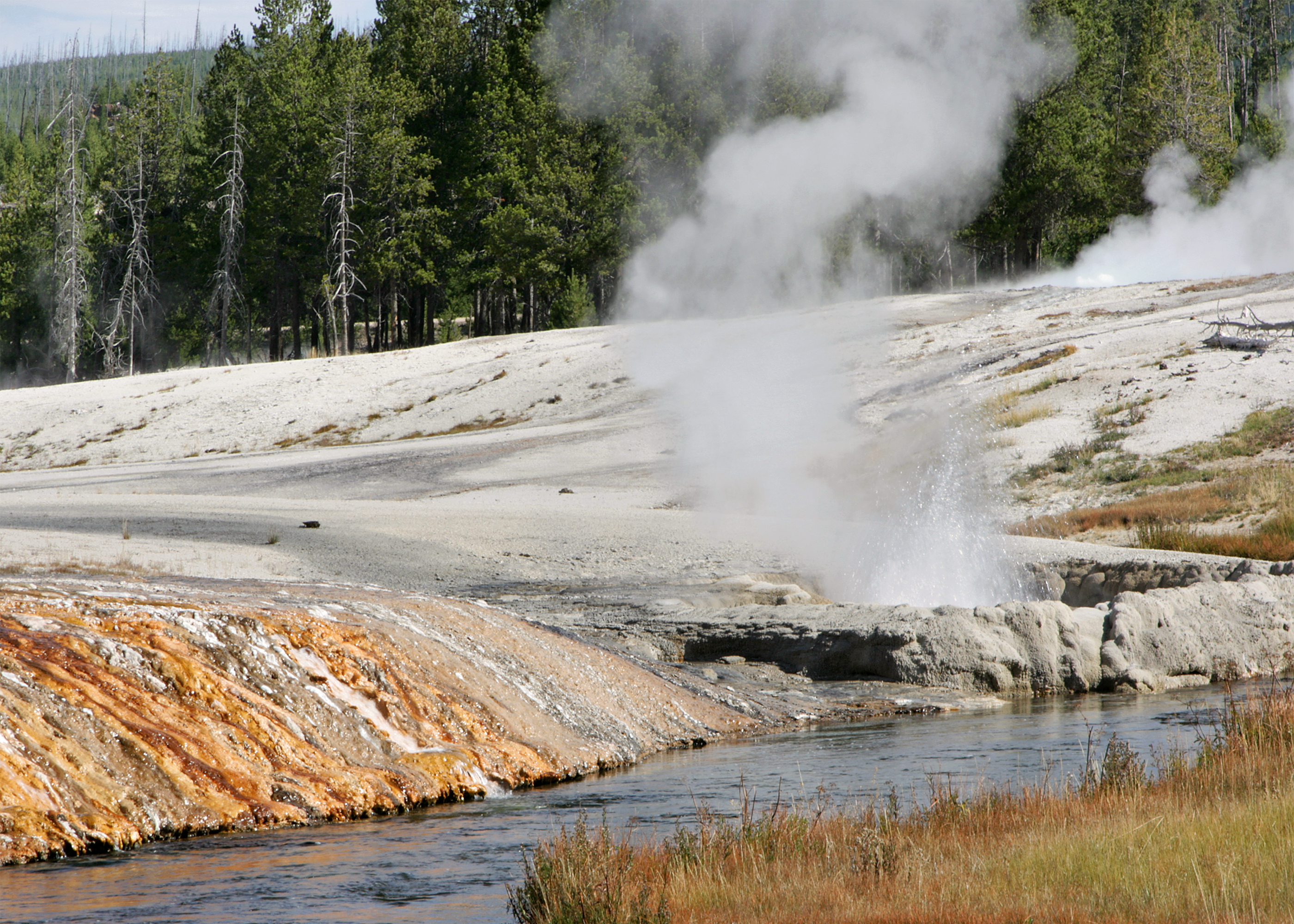
Yellowstone-Nationalpark in den USA, Naturerbestätte

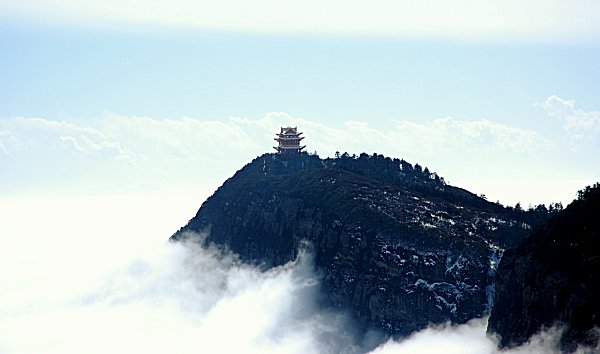
Heiliger Berg Emei Shan in China, Kultur- und Naturerbe gleichermaßen

In den Richtlinien für die Durchführung des Übereinkommens zum Schutz des Kultur- und Naturerbes der Welt sind die Kriterien enthalten, nach denen eine Stätte in die Liste aufgenommen werden kann.
Grundlegend ist das Konzept des außergewöhnlichen universellen Wertes (Outstanding Universal Value, OUV) als zentraler Maßstab für die Eintragung einer Stätte. Der außergewöhnliche universelle Wert bezeichnet nach Nr. 49 der Richtlinien eine kulturelle und/oder natürliche Bedeutung, die so außergewöhnlich ist, dass sie die nationalen Grenzen durchdringt und sowohl für gegenwärtige als auch für künftige Generationen der gesamten Menschheit von Bedeutung ist. Bei der Entscheidung über die Aufnahme werden nach Nr. 77 ff. der Richtlinien insbesondere die übergreifenden Kriterien der Echtheit und der Unversehrtheit geprüft (Nr. 79 bis 90 der Richtlinie).
Bis Anfang 2005 wurden Kriterien für Kultur- und Naturgüter getrennt geführt und waren getrennt durchnummeriert. Seitdem werden sie für jedes Objekt gemeinsam geprüft. So wird zwar weiterhin die Mehrheit der Welterbestätten nur als Kulturerbe oder nur als Naturerbe bezeichnet, aber mit Stand 2019 erfüllen bereits 39 Stätten Kriterien aus beiden Bereichen.

Kriterien für Kulturerbe:
1. Die Güter stellen ein Meisterwerk der menschlichen Schöpferkraft dar.
2. Die Güter zeigen, für einen Zeitraum oder in einem Kulturgebiet der Erde, einen bedeutenden Schnittpunkt menschlicher Werte in Bezug auf die Entwicklung von Architektur oder Technologie, der Großplastik, des Städtebaus oder der Landschaftsgestaltung auf.
3. Die Güter stellen ein einzigartiges oder zumindest außergewöhnliches Zeugnis von einer kulturellen Tradition oder einer bestehenden oder untergegangenen Kultur dar.
4. Die Güter stellen ein hervorragendes Beispiel eines Typus von Gebäuden, architektonischen oder technologischen Ensembles oder Landschaften dar, die einen oder mehrere bedeutsame Abschnitte der Geschichte der Menschheit versinnbildlichen.
5. Die Güter stellen ein hervorragendes Beispiel einer überlieferten menschlichen Siedlungsform, Boden- oder Meeresnutzung dar, die für eine oder mehrere bestimmte Kulturen typisch ist, oder der Wechselwirkung zwischen Mensch und Umwelt, insbesondere, wenn diese unter dem Druck unaufhaltsamen Wandels vom Untergang bedroht wird.
6. Die Güter sind in unmittelbarer oder erkennbarer Weise mit Ereignissen oder überlieferten Lebensformen, mit Ideen oder Glaubensbekenntnissen oder mit künstlerischen oder literarischen Werken von außergewöhnlicher universeller Bedeutung verknüpft. (Das Komitee einigte sich, dass dieses Kriterium in der Regel nur in Verbindung mit anderen Kriterien angewandt werden sollte.)

Kriterien für Naturerbe:
1. Die Güter weisen überragende Naturerscheinungen oder Gebiete von außergewöhnlicher Naturschönheit und ästhetischer Bedeutung auf.
2. Die Güter stellen außergewöhnliche Beispiele der Hauptstufen der Erdgeschichte dar, darunter der Entwicklung des Lebens, wesentlicher im Gang befindlicher geologischer Prozesse bei der Entwicklung von Landschaftsformen oder wesentlicher geomorphologischer oder physiogeografischer Merkmale.
3. Die Güter stellen außergewöhnliche Beispiele bedeutender in Gang befindlicher ökologischer und biologischer Prozesse in der Evolution und Entwicklung von Land-, Süßwasser-, Küsten- und Meeresökosystemen sowie Pflanzen- und Tiergemeinschaften dar.
4. Die Güter enthalten die für die In-situ-Erhaltung der biologischen Vielfalt auf der Erde bedeutendsten und typischsten Lebensräume, einschließlich solcher, die bedrohte Arten enthalten, welche aus wissenschaftlichen Gründen oder ihrer Erhaltung wegen von außergewöhnlichem universellem Wert sind.

### Schutzbereich
Zur Eintragung in die Welterbeliste werden die Grenzen des „Gutes“ (des Gebiets bzw. Objekts, das über außergewöhnlichen universellen Wert verfügt) eindeutig definiert, die sich an leicht erkennbaren Strukturen orientieren. Dieses Gebiet wird zum Schutz meist von einer Pufferzone umgeben. Im Jahr 2011 definierte die UNESCO den Begriff „Pufferzone“ im Glossar wesentlicher Begriffe ihres Handbuchs: Erstellung von Welterbe-Nominierungen folgendermaßen:

„Pufferzonen sind klar abgegrenzte Gebiete um ein Welterbegut, welche zu Schutz, Erhalt, Management, Unversehrtheit, Echtheit und Nachhaltigkeit des außergewöhnlichen universellen Wertes des Gutes beitragen. Wenngleich Pufferzonen nicht als Teil des eingetragenen Gutes gelten, sollten deren Grenzen und relevante Managementpläne zu dem Zeitpunkt evaluiert, bestätigt und formal dokumentiert werden, wenn sie von einem Vertragsstaat vorgeschlagen werden.
Wo Pufferzonen definiert sind, sollten sie als integraler Bestandteil der Verpflichtung des Vertragsstaates zu Schutz, Erhalt und Management des Welterbegutes gesehen werden. Die Funktionen der Pufferzone sollten die verschiedenen Arten und Ebenen von Schutz, Erhalt und Management widerspiegeln, die notwendig sind, um die Merkmale, welche den außergewöhnlichen universellen Wert ausmachen, zu schützen.“

Eine Pflicht zur Ausweisung von Pufferzonen bei der Bewerbung eines „Guts“ um die Zuerkennung des Welterbe-Status gibt es seit 1998. Im Fall der Welterbestätte Schlösser und Parks von Potsdam und Berlin erfolgte die Aufforderung des UNESCO-Welterbekomitees an die Stadt Potsdam, nachträglich eine Pufferzone einzurichten, im Jahr 2007. Das anschließend praktizierte Verfahren der Pufferzonenausweisung wurde ab 2007 in Deutschland erstmals angewandt. Zur Unterzeichnung einer Vereinbarung zwischen der Stadt Potsdam und der UNESCO kam es im Januar 2011. Von keinem Verfahrensbeteiligten wurden Sinn und Zweck eines Schutzes der Umgebung der Welterbestätte in Frage gestellt.

## Arten von Welterbestätten

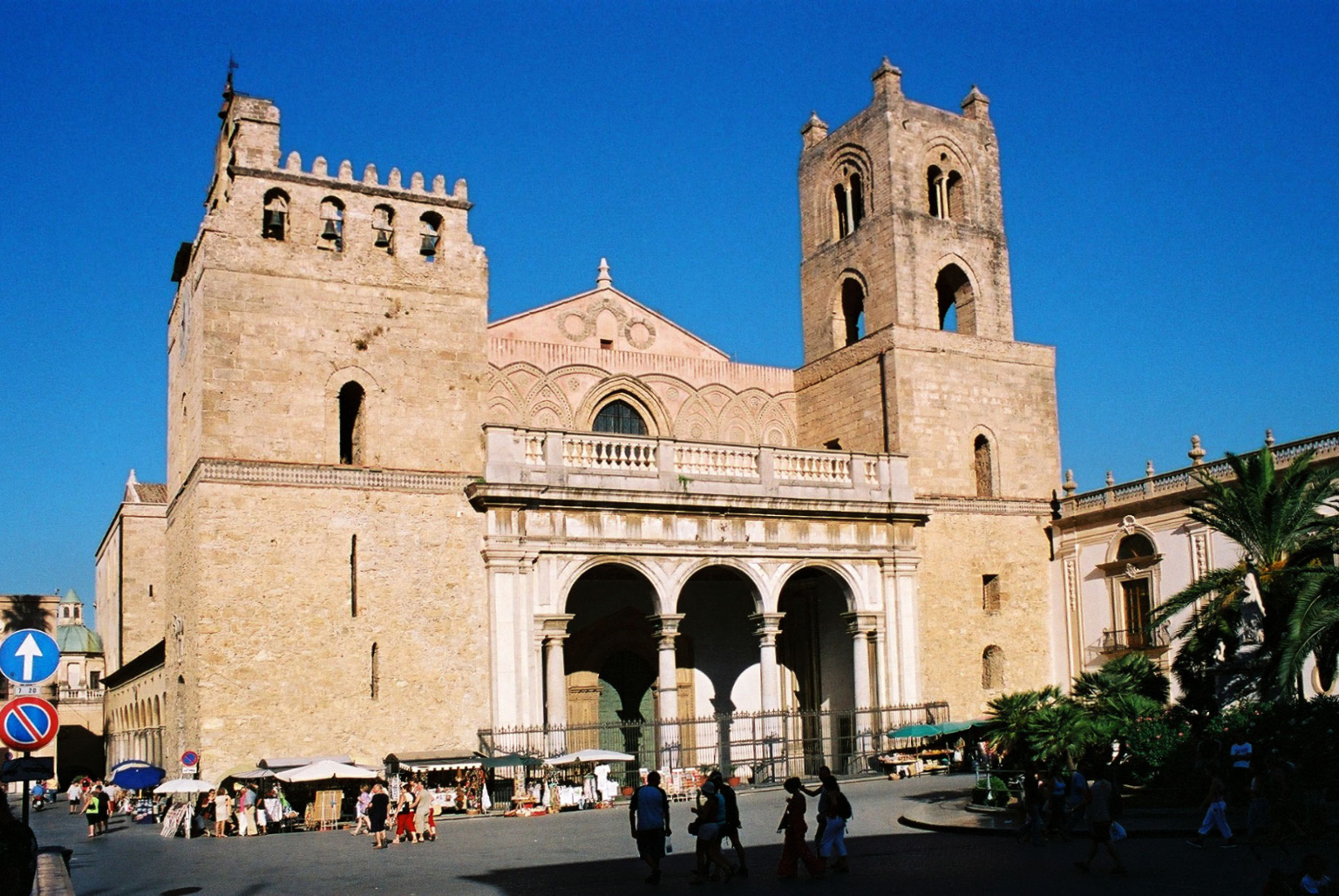
Kathedrale von Monreale, Bestandteil einer seriellen Weltkulturerbestätte

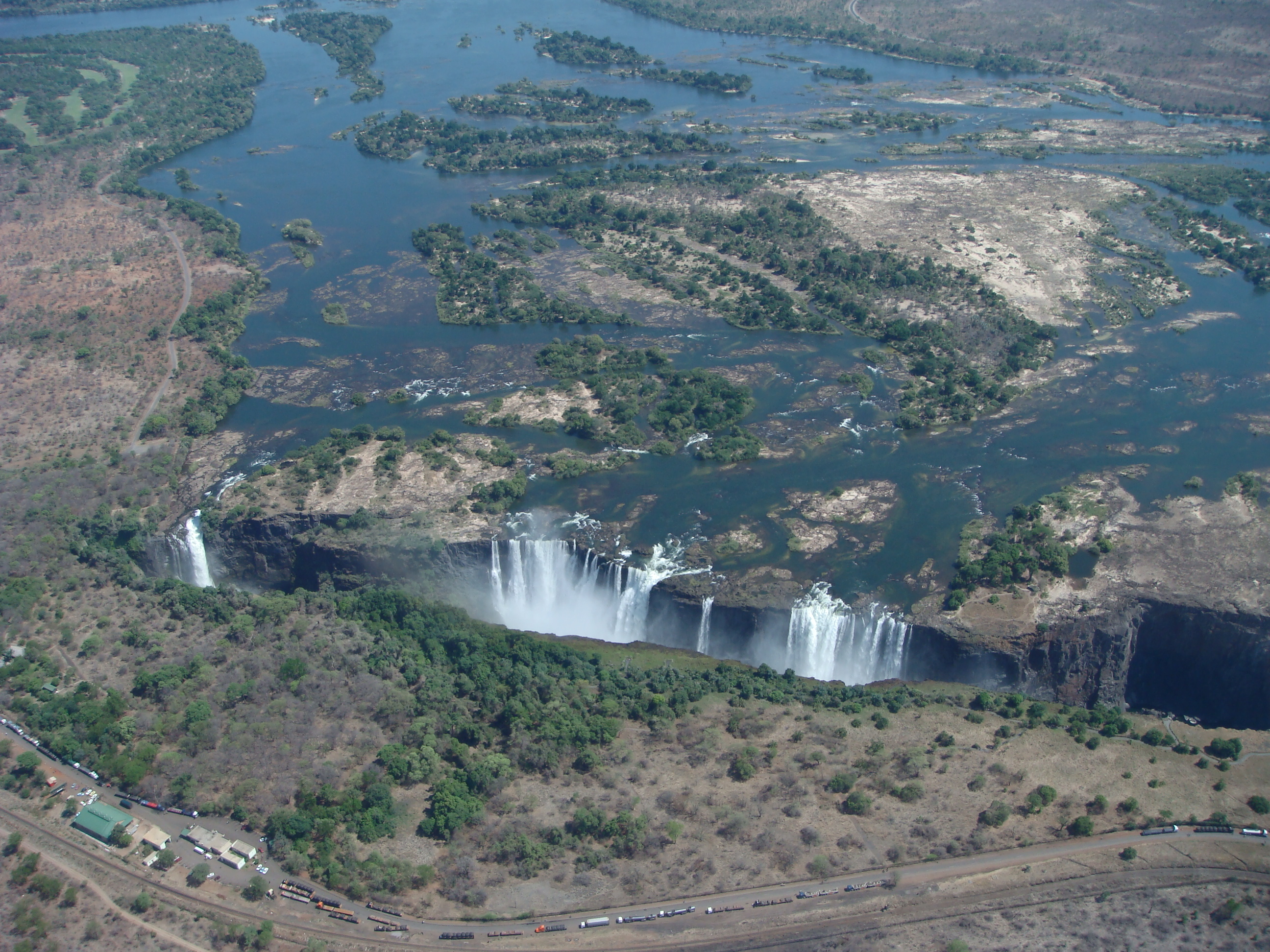
Victoriafälle, grenzüberschreitende Weltnaturerbestätte

Entsprechend den oben angeführten Kriterien werden Welterbestätten unterteilt in:
- Weltkulturerbestätten[18]
- Weltnaturerbestätten[19]
- Gemischte Weltkultur- und -naturerbestätten[14]

Eine andere Unterteilung erfolgt nach der Anzahl geschützter Objekte oder Gebiete:
- Einfache Welterbestätten enthalten nur ein Objekt oder ein geschlossenes Gebiet, zum Beispiel Aachener Dom, Historisches Zentrum von Buxoro oder Yellowstone-Nationalpark.
- Serielle Welterbestätten enthalten mehrere Einzelobjekte oder mehrere voneinander getrennte Gebiete, zum Beispiel Arabisch-normannisches Palermo und die Kathedralen von Cefalù und Monreale oder Historische Stätten von Baekje.

Eine andere Unterteilung erfolgt nach der Anzahl der beteiligten Staaten:
- Nationale Welterbestätten enthalten nur Objekte oder Gebiete eines einzelnen Staates
- Transnationale Welterbestätten sind serielle Welterbestätten, deren einzelne Objekte oder Gebiete in mehr als einem Staat liegen,[21] zum Beispiel Das architektonische Werk von Le Corbusier oder Westliches Tian-Shan-Gebirge.
- Grenzüberschreitende Welterbestätten sind flächige Welterbestätten, bei denen sich ein zusammenhängendes Gebiet über mehrere Staaten erstreckt,[21] zum Beispiel Fürst-Pückler-Park Bad Muskau, Victoriafälle oder Trinationales Schutzgebiet am Sangha-Fluss.

## Listen des Welterbes

### Welterbeliste
| Rang | Land                               | Anzahl der Stätten |
| ---- | ---------------------------------- | ------------------ |
| 1    | Welterbe in Italien                | 61                 |
| 2    | Welterbe in China                  | 60                 |
| 3    | Welterbe in Deutschland            | 55                 |
| 4    | Welterbe in Frankreich             | 54                 |
| 5    | Welterbe in Spanien                | 50                 |
| 6    | Welterbe in Indien                 | 44                 |
| 7    | Welterbe in Mexiko                 | 36                 |
| 8    | Welterbe im Vereinigten Königreich | 35                 |
| 9    | Welterbe in Russland               | 33                 |
| 10   | Welterbe im Iran                   | 29                 |

Welterbestätten pro Staat

Die UNESCO führt eine Liste des Welterbes, auf der alle Welterbestätten verzeichnet sind. Mit Stand Juli 2025 umfasst diese Liste 1248 Stätten in 170 Ländern. Davon sind 972 als Weltkulturerbe und 235 als Weltnaturerbe gelistet, weitere 41 Stätten werden als gemischte Kultur- und Naturerbestätte geführt. 51 Welterbestätten sind grenzüberschreitend oder transnational, das heißt zwei oder mehr Staaten zugeordnet.

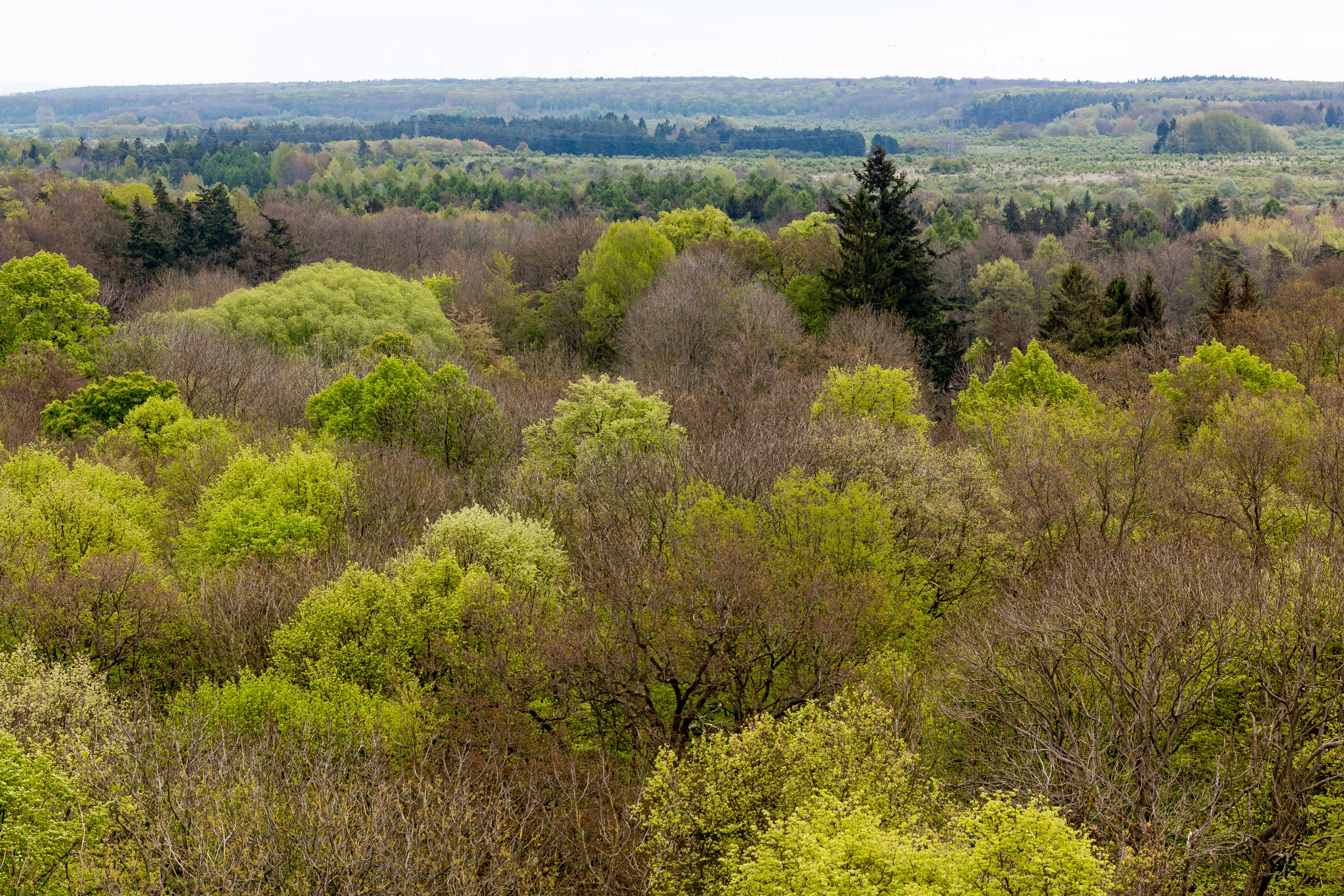
Nationalpark Hainich, Teil des aus über 90 Regionen bestehenden transnationalen Weltnaturerbes „Alte Buchenwälder und Buchenurwälder der Karpaten und anderer Regionen Europas“

Serielle Welterbestätten enthalten mehrere Einzelobjekte oder mehrere voneinander getrennte Gebiete, zum Beispiel Arabisch-normannisches Palermo und die Kathedralen von Cefalù und Monreale oder Historische Stätten von Baekje.

### Liste des gefährdeten Welterbes

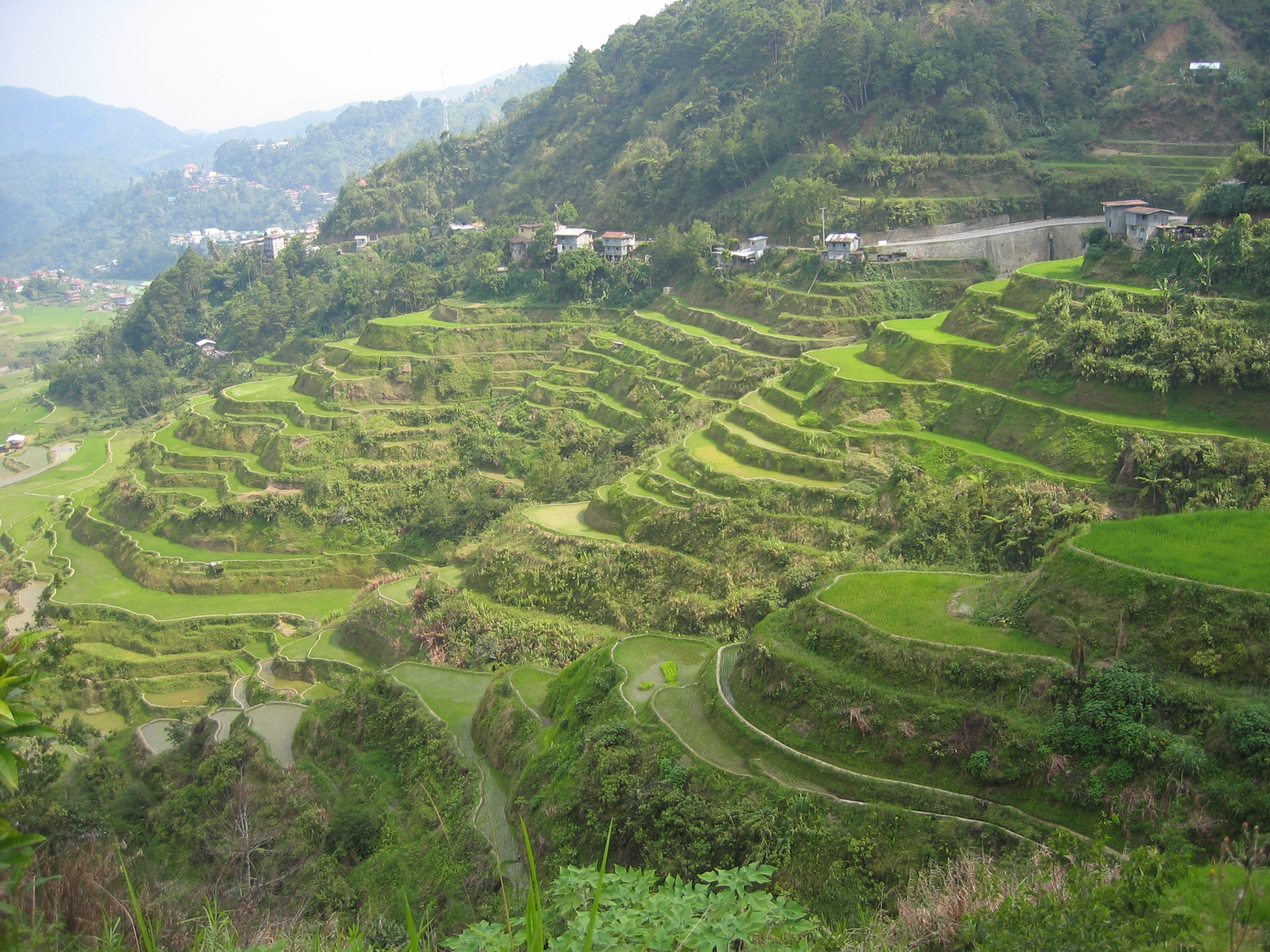
Die Reisterrassen in den philippinischen Kordilleren, die bis zur 36. Sitzung des Welterbekomitees 2012 auf der Liste des gefährdeten Welterbes standen.

Die UNESCO hebt in ihrer Liste des gefährdeten Welterbes (auch Rote Liste des gefährdeten Welterbes oder einfach Rote Liste genannt) solche Welterbestätten hervor, deren Bestand und Geltung durch ernste und spezifische Gefahren bedroht sind. Dabei ist es nachrangig, ob mit der Aufnahme den Verantwortlichen ein Signal gegeben werden soll, sich mehr um die Erhaltung der Güter zu bemühen, oder ob ein Staat um internationale Unterstützung bittet, weil er selbst mit den Schutzmaßnahmen überfordert ist. Ziel der Aufnahme in die Liste ist die Aufstellung von konkreten Maßnahmekatalogen zur Wiederherstellung desjenigen Wertes, der ursprünglich zur Aufnahme in die Welterbeliste geführt hat. Das betrifft auch das Verhindern von Plünderungen, Kunstraub und konfliktbedingten Zerstörungen (Bombardierungen, Sprengungen, Graffiti etc.) und die Erstellung von aktuellen Inventarlisten in Museen, Archiven und Kulturstätten. Die UNESCO und ihre Partnerorganisationen wie Blue Shield im Verband mit ICOMOS sind dazu vor Ort tätig. Bei einer außerordentlichen Sitzung des UNESCO-Welterbekomitees im Januar 2023 wurde die Liste um drei weitere Stätten: (die Altstadt von Odessa in der Ukraine, die Internationale Messe im libanesischen Tripoli und die Wahrzeichen des antiken Königreichs Saba im Jemen (Archäologische Stätte von Ma'rib)) erweitert. Mit Stand der letzten Sitzung im Juli 2025 stehen 53 Welterbestätten auf der Liste des gefährdeten Welterbes, darunter alle Welterbestätten in Afghanistan und Syrien.

### Streichungen
Von der Liste des Welterbes endgültig gestrichen wurden bis 2021 drei Stätten:
Die erste derartige Entscheidung betraf das Wildschutzgebiet der Arabischen Oryx in Oman. Es wurde 2007 ausgelistet, nachdem das Reservat um 90 % verkleinert worden war, um dort Öl zu fördern. Der Oryxbestand ging deswegen seit 1996 von 450 auf 65 Tiere zurück.
Die zweite gestrichene Stätte ist die Kulturlandschaft Dresdner Elbtal, die 2006 wegen der Planungen zum Bau der Waldschlößchenbrücke auf die Liste des gefährdeten Welterbes gesetzt worden war. Im Jahr 2009 wurde der Titel wegen des begonnenen Baus aberkannt.
Als dritte gestrichene Stätte wurde die historische Hafenstadt von Liverpool im Vereinigten Königreich benannt. Sie wurde 2021 gestrichen wegen ihrer Gefährdung durch ein geplantes Neubauprojekt, welches den historischen Charakter der Docks zerstören würde.

## Gefährdung des UNESCO-Welterbe-Status

Auch die Reste der bereits zerstörten Buddha-Statuen von Bamiyan sind weiterhin gefährdet und gehören daher zur Liste des gefährdeten Welterbes.

Für die gelisteten Stätten gibt es keine Schutzgarantie durch die Welterbekonvention, zumindest solange sich Unterzeichnerstaaten nicht entschieden haben, diese in nationales Recht zu transformieren. Die UNESCO besitzt keinerlei Sanktionsmöglichkeiten bei Verstößen (mit Ausnahme der Streichung von der Welterbeliste, womit aber das Schutzziel aufgegeben wird).
Nach Angaben einer im April 2016 veröffentlichten Studie im Auftrag des WWF ist jede zweite der Weltnaturerbestätten bedroht. Dies bedeutete einen signifikanten Anstieg im Vergleich zu vorherigen Jahren. Ursache dafür sei vor allem, dass ihr Schutz wirtschaftlichen Interessen untergeordnet werde. Besonders problematisch ist die Situation in Zentral- und Südafrika, Süd- und Ostasien, der Pazifikregion, in Lateinamerika und der Karibik. Nach einer Studie der IUCN von 2021 liegt das größte Gefährdungspotenzial für die Naturerbestätten nunmehr in der Klimaerwärmung, die zunehmenden Artenverlust verursacht. Besonders drastisch ist dies beim Great Barrier Reef vor Australien zu beobachten (Korallensterben). Die Welterbestätte Laponia in schwedisch Lappland (überproportional steigende Temperaturen in der borealen Zone) wurde in die Gefährdungsklasse „sehr starke Gefährdung“ einsortiert: Nach den Klimaveränderungen steht die Einwanderung invasiver nichtheimischer Arten an zweiter und der Naturtourismus an dritter Stelle.
Weiters sind Kulturgüter und identitätsstiftende Stätten bei Kriegshandlungen gefährdet; in einigen Fällen werden sie sogar absichtlich zerstört, etwa im Rahmen asymmetrischer Kriegsführung oder aus Ablehnung ihrer Bedeutung. Die Verhinderung solcher Taten ist eines der Ziele von Blue Shield International. Dabei werden auch „No-Strike-Listen“ erstellt, um die Konfliktparteien zur Schonung der die Kulturgüter beherbergenden Orte anzuhalten.
Bisher wurde trotzdem in den allermeisten Konfliktfällen eine für die UNESCO akzeptable Lösung herbeigeführt. Die entsprechende Kompromissbereitschaft der regional Zuständigen ist vor allem deshalb vorhanden, weil ihnen bewusst ist, dass der Titel „Welterbe“ neben seiner eigentlichen (kultur- und naturbewahrenden) auch eine sekundäre Funktion hat, nämlich die der Tourismus-Förderung (siehe auch Welterbe in Deutschland). Jedoch konnte beispielsweise die Vernichtung der Buddha-Statuen von Bamiyan (die zu diesem Zeitpunkt allerdings noch nicht als Welterbe gelistet waren) durch den UNESCO-Schutz ebenso wenig verhindert werden wie die 90%ige Verkleinerung des Wildschutzgebiets der Arabischen Oryx zugunsten der Erdgas- und Erdölförderung, worauf das Wildschutzgebiet 2007 von der Welterbeliste gestrichen wurde.

## Welterbetag
Weltweit werden Welterbetage (englisch World Heritage Days) an unterschiedlichen Tagen von verschiedenen Organisationen veranstaltet.
So begeht die Denkmalschutzorganisation ICOMOS seit 1982 den 18. April als International Day for Monuments and Sites.
Der Welterbetag in Deutschland findet seit 2005 alljährlich am ersten Sonntag im Juni statt. Jeweils eine Welterbestätte richtet eine zentrale Feier aus. Die Schweiz hat den jährlichen Welterbetag auf den zweiten Junisonntag gelegt.

## World Wonders Project
Im Juni 2012 startete der Suchmaschinenkonzern Google gemeinsam mit der UNESCO, dem World Monuments Fund, Getty Images und Our Place das sogenannte World Wonders Project, bei dem Nutzer anhand von Google-Street-View-Aufnahmen 132 Weltkulturerbestätten in 18 Ländern virtuell besichtigen können. Angereichert wird das Angebot, das einen Dienst zum Erhalt des Weltkulturerbes leisten will, mit Hilfe von zusätzlichen Erklärungen, Bildern, 3D-Modellen und YouTube-Videos sowie herunterladbarem Unterrichtsmaterial.

## Kritik
Durch den Titel seines Aufsatzes Die Kehrseite der Medaille: Der UNESCO-Welterbe-Titel bringt außer Prestige auch manchen Nachteil wies Christoph Brumann, Mitarbeiter des Max-Planck-Instituts für ethnologische Forschung in Halle (Saale), auf Probleme hin, die ihm zufolge im Zusammenhang mit der Verleihung des Welterbestatus einhergehen können. Auch Jasper Chalcraft weist in seinem 2016 veröffentlichten Text „Decolonizing the Site“ auf Probleme der UNESCO und des Welterbes hin. Seine Kritik bezieht sich vor allem auf koloniale Strukturen und die Auswirkungen auf die lokale Bevölkerung.

### Ethno- und Eurozentrismus
Vor allem kritisierte Brumann den seiner Ansicht nach zu beobachtenden anhaltenden „Ethnozentrismus“ im Nominierungsverfahren und beim Ergebnis des Auswahlprozesses von Welterbestätten. In den ersten Jahren ab 1978 seien „Meisterwerke“ und „Artefakte der Eliten“ in Europa unter den ausgewählten Gütern stark überrepräsentiert gewesen.
Das Auswahlverfahren fördert diesen Effekt, da es Länder mit hohen Ressourcen und der Fähigkeit, an lang dauernden Verfahren teilzuhaben, bevorzuge.

### Kulturelle und ökonomische Werte
Die Anerkennung als Welterbe kann Bedingungen schaffen, die zu einer Entfremdung der lokalen Gemeinschaften von ihrem Kulturerbe führen. Zu diesen Bedingungen können eine externe Verwaltung des Kulturerbes oder eine verstärkte Nutzung durch ausländische Touristen zählen. Auch die mögliche Ausbeutung von Ressourcen ist hierbei zu erwähnen.

### Ausschluss lokaler Bevölkerung
Auch der Ausschluss der lokalen Bevölkerung und deren Bedürfnisse ist ein zentraler Kritikpunkt. Diese werden oftmals aus Entscheidungsprozessen ausgeschlossen, welche sie und ihre Umgebung betreffen. Während versucht wird, bestimmte Orte zu schützen, werden lokale kulturelle Interessen und Praktiken von der UNESCO ignoriert. Dies erzeugt den Eindruck, dass die Welterbestätten bedeutender sind als die Geschichte, Kultur und Lebensweisen der lokalen Bevölkerung. Chalcraft verdeutlicht dies am Beispiel von Felsmalerei in Tansania, wo die lokale Bevölkerung sowohl aus dem Gebiet ausgeschlossen wurde als auch von dem Wissen, was Archäologen dort spezifisch erforschen.